# Mario Corso
Mario Corso (* 25. August 1941 in Verona-San Michele Extra; † 20. Juni 2020 in Mailand) war ein italienischer Fußballspieler und -trainer, der während seiner aktiven Karriere für Inter Mailand und CFC Genua aktiv war. Zudem absolvierte er 23 Partien für die italienische Fußballnationalmannschaft.

## Spielerkarriere

### Verein
Mario Corso erlernte das Fußballspielen bei Audace San Michele Extra in seiner Heimatstadt Verona. Seine Profikarriere begann er im Jahr 1958 bei Inter Mailand, für dessen Mannschaft er am 12. Juli 1958 im italienischen Pokalwettbewerb, der Coppa Italia, in der Partie gegen Como Calcio debütierte. In der Saison 1959/60 etablierte er sich endgültig in der Mannschaft, als er 31 Partien in der Serie A absolvierte und sieben Tore erzielte. Drei Jahre später, in der Saison 1962/63, konnte der Mittelfeldakteur unter Trainer Helenio Herrera mit dem Gewinn der italienischen Meisterschaft seinen ersten Titelgewinn realisieren. Im Folgejahr wurde der Europapokal der Landesmeister errungen, dabei wurde im Endspiel der spanische Vertreter Real Madrid besiegt. In der Saison 1964/65 gelang die Titelverteidigung im Europapokal der Landesmeister, zudem wurden der Scudetto und der Weltpokal errungen.
Ein Jahr später gelang Corso zum dritten Mal in seiner Karriere der Gewinn der nationalen Meisterschaft. Außerdem gelang die erfolgreiche Titelverteidigung des Weltpokals, während die Mannschaft im Europapokal der Landesmeister im Halbfinale am späteren Turniersieger Real Madrid scheiterte. Die überaus erfolgreiche Zeit mit Inter endete in einer weiteren Finalteilnahme im Jahr 1967, als die Mailänder im Finalspiel dem schottischen Verein Celtic Glasgow unterlagen. Corso zählte auch in den folgenden Jahren zum Stammkader des Vereins, konnte jedoch in den letzten sieben Jahren mit Inter nur noch den Gewinn des italienischen Meistertitels im Jahr 1971 feiern.
Sein letztes Pflichtspiel für Inter Mailand bestritt der torgefährliche Mittelfeldspieler am 17. Juni 1973, als er in der Partie gegen Juventus Turin auflief.
Im Sommer 1973 verließ Corso nach 15 Jahren seinen Stammverein, bei dem er insgesamt 502 Pflichtspiele bestritten und 94 Tore erzielt hatte, und unterzeichnete beim CFC Genua. Dort war er mit mäßigen Erfolg für die Genuesen aktiv, in der Saison 1973/74 stieg die Mannschaft in die Serie B ab und verfehlte im Folgejahr als Sechstplatzierter den Wiederaufstieg. Daraufhin beendete Corso seine aktive Karriere als Profispieler.

### Nationalmannschaft
Corso wurde im Jahr 1961 erstmals in den Kader der italienischen Nationalmannschaft berufen, für die er am 24. Mai 1961 in der Partie gegen England debütierte. Bei seinem dritten Einsatz für die Auswahl am 15. Oktober 1961 erzielte er im Auswärtsspiel in Israel an der Seite von Bruno Mora, José Altafini und Omar Sívori seine ersten beiden Tore für Italien und verhalf der Squadra Azzurra somit zum Sieg im WM-Qualifikationsspiel. Israels Trainer Gyula Mándi bezeichnete Corso danach als den „linken Fuß Gottes“.  Obwohl Corso mit Inter Mailand viele Erfolge aufweisen konnte, wurde er nie für ein großes internationales Turnier aufgeboten. Sein letztes Länderspiel absolvierte der Mittelfeldakteur am 9. Oktober 1971 gegen Schweden.

## Trainerkarriere
Corso schlug direkt nach seinem Karriereende als aktiver Spieler eine Laufbahn als Vereinstrainer ein und übernahm als erste Station von 1978 bis 1979 eine Jugendmannschaft der SSC Neapel. Im Jahr 1982 wurde er erstmals als Trainer eines Profivereins verpflichtet und übernahm für ein Jahr den damaligen Zweitligisten US Lecce und im Folgejahr den Ligakonkurrenten US Catanzaro. Bei beiden Vereinen folgte sein Rauswurf, mit Lecce hatte er nur knapp den Klassenerhalt erreichen können und mit Catanzaro folgte der Absturz in die dritthöchste Spielklasse, der Serie C1. Im Jahr 1984 kehrte Corso zu seinem langjährigen Stammverein Inter Mailand zurück, wo er zunächst eine Jugendmannschaft an der Seitenlinie führte und während der Saison 1985/86 zum Cheftrainer der Herrenmannschaft befördert wurde. In der Meisterschaft stand zum Saisonende der sechste Rang zu Buche, während die Mannschaft in der Coppa Italia in den Viertelfinals gescheitert war und im UEFA-Pokal in den Halbfinals gegen Real Madrid ausschied. In der Folge wurde Corso seines Amtes enthoben und entlassen, als Nachfolger übernahm Giovanni Trapattoni das Traineramt.
Später übernahm Corso bei der AC Mantova und der SS Barletta Calcio den Trainerposten. Er führte den damaligen Viertligisten Mantova zurück in die dritthöchste Spielklasse und sicherte der Mannschaft den Klassenerhalt. Barletta führte er in seiner einzigen Saison zum Ligaerhalt in der Serie B, in der folgenden Spielzeit wurde Salvatore Esposito als neuer Trainer verpflichtet. Zwischen 1995 und 1998 war Corso in der Jugendabteilung von Inter Mailand tätig. Danach arbeitete er als Scout für die Mailänder.

## Lebensende
Mario Corso starb im Juni 2020 im Alter von 78 Jahren nach kurzer Krankheit. Das Requiem fand in der Mailänder Basilika Sant’Ambrogio statt. Hauptzelebrant war Abt Carlo Faccendini.

## Erfolge
- Italienische Meisterschaft: 1962/63, 1964/65, 1965/66, 1970/71
- Europapokal der Landesmeister: 1963/64, 1964/65
- Weltpokal: 1964, 1965